# Rot-Weiß Breitungen
Der FSV Rot-Weiß Breitungen ist ein deutscher Fußballverein aus Breitungen/Werra im Landkreis Schmalkalden-Meiningen. Heimstätte des Vereins ist die Friedenskampfbahn, RW Breitungen ist ein Nachfolger der BSG Motor Breitungen.

## Verein
Rot-Weiß Breitungen wurde im Jahr 1945 als lose Sportgruppe unter der Bezeichnung SG Eintracht Werra Breitungen gegründet. Die SG nahm kurzzeitig an der Meisterschaft der LL Thüringen (SBZ) teil, qualifizierte sich aber nicht zur Endrunde der Ostzonenmeisterschaft. Die SG trat bis 1951 als Betriebssportgemeinschaft unter den Namen Einheit Breitungen, Mechanik Breitungen sowie Motor Breitungen in Erscheinung.
Sportlich agierten die Thüringer ab 1952 in der drittklassigen Fußball-Bezirksliga Suhl, deren Gründungsmitglied sie waren. Die höchste Spielklasse des Bezirkes Suhl hielt Breitungen mit vorderen Plätzen, 1958 gelang vor Lok Meiningen und WK Schmalkalden der erstmalige Aufstieg zur II. DDR-Liga. Die damals dritthöchste Spielklasse der DDR hielten die Thüringer zwei Spielzeiten, wobei Breitungen nur durch das schlechtere Torverhältnis an Motor Sonneberg in der Saison 1960 scheiterte.
Die Bezirksliga Suhl konnte die BSG Motor Breitungen in ihrer Staffel wieder mehrfach gewinnen, scheiterte in den Aufstiegsspielen aber an Motor Veilsdorf und Motor Oberlind. Den Suhler Bezirksligabereich hielt die BSG mit Unterbrechungen bis 1977, im Anschluss versank sie in der Bedeutungslosigkeit des DDR-Fußballs.
1990 vollzog der Verein eine Umbenennung in Rot-Weiß Breitungen. Der im Anschluss stets unterklassig spielende Club agiert derzeit in der achtklassigen Kreisoberliga Rhön-Rennsteig.

## Statistik
- Teilnahme LL Thüringen (SBZ): 1948/49
- Teilnahme II. DDR-Liga: 1959, 1960
- Teilnahme FDGB-Pokal: 1960 (Qualifikation zur 1. HR 3:7 gegen Lokomotive Weimar)